# Basilica di San Gennaro fuori le mura
La basilica di San Gennaro fuori le mura è una chiesa di Napoli; fu eretta fuori le mura della città, lontana soprattutto dal mondo pagano.
Si erge nel centro storico, nel rione Sanità, all'interno dell'ospedale di San Gennaro dei Poveri. I vari elementi classici ed antichi del tempio, non nascondono anche evidenti tratti orientali.

## Storia e descrizione

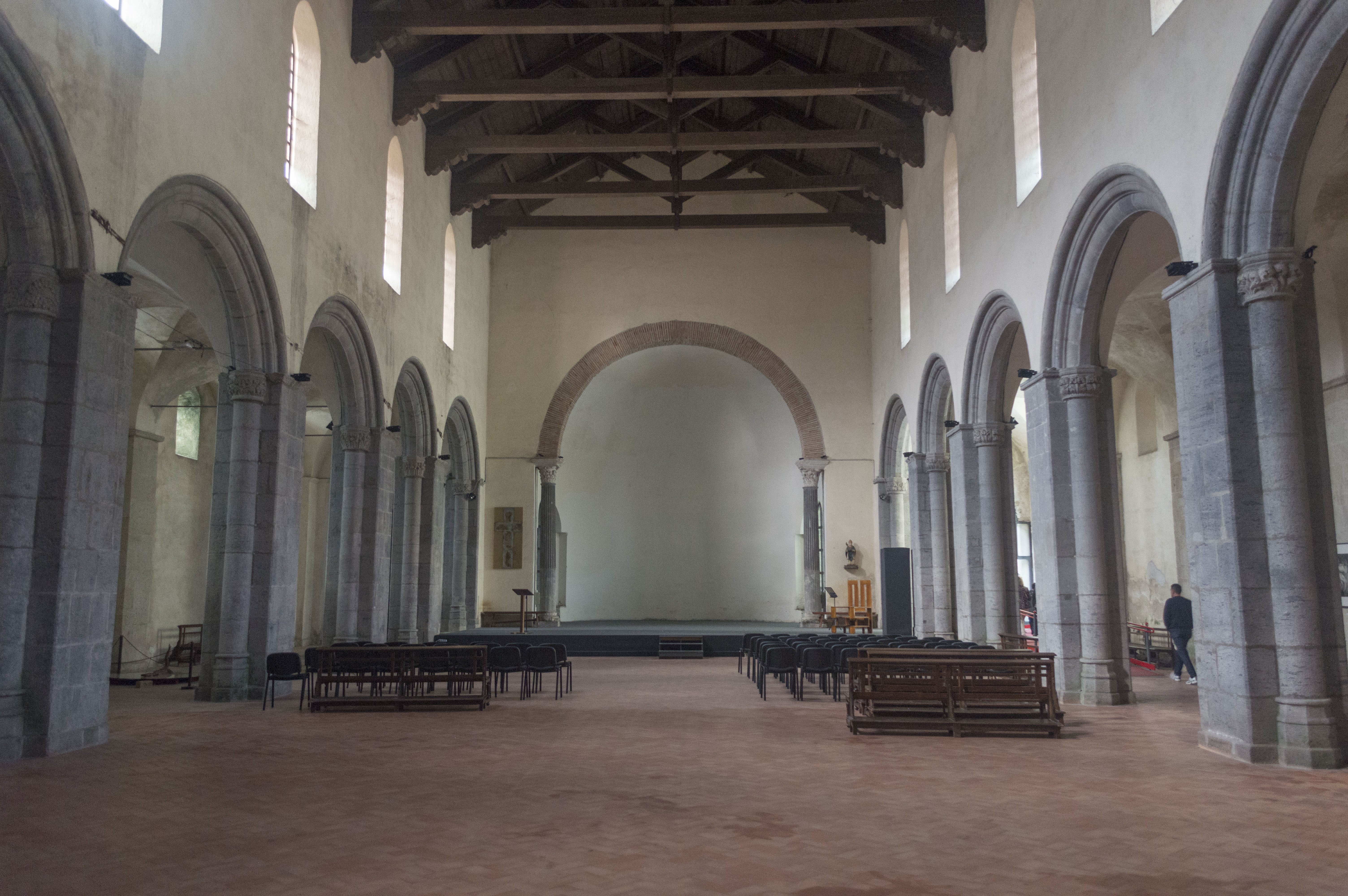
L'interno: le opere d'arte sono state trasferite nel Museo civico di Castel Nuovo

È tra le più interessanti dal punto di vista storico.
La basilica fu costruita nei pressi delle catacombe di San Gennaro nel V secolo e l'antica struttura fu probabilmente il risultato della fusione di due antichi siti cimiteriali, uno del II secolo contenente le spoglie di sant'Agrippino (il primo santo patrono della città) e l'altro del IV secolo, che ospitò resti di san Gennaro, almeno sino alla traslazione delle spoglie avvenuta nella prima metà del IX secolo.
L'edificio ha subito modifiche tra i secoli IX e XV, mentre nel XVII secolo fu aggiornato alle tendenze barocche, divenendo prima un ospedale per gli appestati, quindi un ospizio per i poveri.
Nel 1892 la volta fu sostituita con una soffittatura a capriate; importante fu anche il restauro dei primi decenni del Novecento che tentò di riportare la chiesa alla struttura originaria mediante l'eliminazione delle precedenti superfetazioni.
Il tempio, formato da tre navate, è testimone di vari stili e forme architettoniche: come ad esempio l'interno che si presenta con un aspetto tardo gotico, e le cui arcate costituiscono un raro esempio di architettura catalana. L'abside semicircolare è invece paleocristiana, sorretta da due colonne corinzie.
Artisticamente, la basilica appare tuttavia spoglia in quanto i resti del ciborio Trecentesco che erano murati nell'abside, assieme alle altre opere d'arte contenute al suo interno, sono stati trasferiti nel Museo civico di Castel Nuovo, per motivi di sicurezza. La chiesa è preceduta da una struttura con orologio a cui si accede tramite una scalinata a doppia rampa e da un atrio con campaniletto, decorato con affreschi che le fonti attribuiscono ad Andrea Sabatini, pittore attivo a Napoli nel secondo e terzo decennio del Cinquecento. Il recente restauro ha permesso di identificare meglio le scene che illustrano episodi della vita di San Gennaro. Una di queste, che rappresenta San Gennaro che ferma la lava del Vesuvio, contiene quella che può essere considerata una delle più antiche raffigurazioni del vulcano simbolo della città di Napoli.
La basilica è stata restaurata e riaperta al pubblico il 21 dicembre 2008.